# Садбері-гілл (станція метро)
51°33′25″ пн. ш. 0°20′11″ зх. д. / 51.556944° пн. ш. 0.336389° зх. д.
Садбері-гілл (англ. Sudbury Hill) — станція лінії Пікаділлі Лондонського метро. Розташована у 4-й тарифній зоні, у районі Садбері, між станціями — Саут-Герроу та Садбері-таун. Пасажирообіг на 2017 рік — 1.88 млн осіб.
Конструкція станція — наземна відкрита, з двома береговими платформами.

## Історія
- 28. червня 1903: відкриття станції на лінії Метрополітен-Дистрикт[en][4]
- 4. липня 1932: відкриття трафіку на лінії Пікаділлі[4]
- 1933: завершення трафіку лінії Дистрикт

## Пересадки
- На залізничну станцію Садбері-гілл-Герроу
- На автобуси London Buses маршрутів: 92 та H17

## Послуги
| Попередня станція | Лінія | Лінія                            | Лінія | Наступна станція |
| ----------------- | ----- | -------------------------------- | ----- | ---------------- |
| Саут-Герроу       |       | Лондонське метро Лінія Пікаділлі |       | Садбері-таун     |